# Grammaire du mandarin

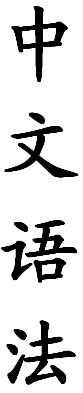
Zhongwen yufa : Grammaire du chinois

La grammaire du mandarin est très proche de celle des autres langues chinoises. Sa phonologie est traitée séparément. La morphologie est relativement simple, étant donné l'absence de flexion dans cette langue isolante.

## Caractéristiques générales
1. les langues chinoises et notamment le mandarin sont essentiellement des langues SVO ; elles ont cependant certains éléments SOV;
2. le déterminant précède toujours le déterminé (comme notamment dans les langues germaniques, occasionnellement en français), que ce soit dans la construction d'une phrase (adverbe devant le verbe), un groupe subordonné, ou la formation d'un nom composé de plusieurs sinogrammes (ex : 中国人 / zhōngguórén, soit littéralement « milieu empire personne », soit « habitant du pays du milieu », soit « Chinois »);
3. importance du contexte, de par le caractère non flexionnel de la langue (ex : le pluriel doit généralement être explicitement mentionné, ainsi que l'époque de l'action, si nécessaire) ; le contexte est d'autant plus important à l'oral que la langue comprend de très nombreux homophones.

## Pronoms personnels
| Hanzi        | pinyin | français               |
| ------------ | ------ | ---------------------- |
| 我           | wǒ     | je                     |
| 你 / 妳      | nǐ     | tu                     |
| 他 / 她 / 它 | tā     | il / elle / il(neutre) |
| 我们         | wǒmen  | nous                   |
| 你们 / 妳们  | nǐmen  | vous                   |
| 他们 / 她们  | tāmen  | ils / elles            |

- Il suffit d'ajouter 们 -men (trad.:們) pour mettre au pluriel ;
- les deuxième et troisième personnes peuvent s'écrire de deux manières différentes, avec néanmoins la même prononciation. La différence d'écriture indique le genre : 女 à gauche dans le caractère 妳 indique le féminin tandis que 人 à gauche dans le caractère 你 (où il est présent sous la forme modifiée du radical) indique le masculin. Consulter aussi Personne (grammaire) et Prononciation et sémantisme des sinogrammes pour plus de détails ;
- 您 nín correspond à la forme de politesse du 你 nǐ (comparable au vouvoiement du français) ;
- il existe aussi une autre forme de la 1re personne du pluriel : 咱们 zánmen. Cette forme est un nous inclusif, c'est-à-dire qu'il est utilisée lorsque la personne qui parle veut indiquer qu'elle inclut son interlocuteur dans le nous, alors que 我们 wǒmen exclut généralement l'interlocuteur.

## Phrase avec un objet (SVO)

### avec verbe
Les phrases sujet + verbe + complément sont les plus communes.
雁艳住二号宿舍。
yànyàn zhù èr hào sùshè.
Yanyan habite dans le dortoir numéro deux.
- 是, shì, marque l'existence ou l'identité:
  - 她是我的朋友。tā shì wǒ de péngyŏu. Elle est mon amie.
  - 厨房对面是客厅。chúfáng duìmiàn shì kètīng. En face de la cuisine il y a la salle de séjour.
- 有, yǒu, marque la possession ou l'existence:
  - 他有车. tā yǒu chē. Il a une voiture.
  - 房子后边有一个花园。fángzi hòubiān yǒu yī gè huā yuán. Derrière la maison il y a un jardin.

## Négation
La négation est exprimée par un élément grammatical placé devant le verbe. Le caractère 不 bù est utilisé au présent ou au futur devant tous les verbes, sauf « avoir »  (有 yǒu), devant lequel on place le caractère 没 méi. Ce dernier est par contre utilisé au passé pour tous les verbes.
Lorsqu'il s'agit d'une action déconseillée ou d'une interdiction, la négation est exprimée par le caractère 别 bié ou biè devant le verbe.
Ainsi : 他不是中国人 tā bú shì zhōngguórén, littéralement « il / ne pas / être / milieu / pays / personne », « il n'est pas chinois », ou littéralement « il n'est pas citoyen de l'empire du milieu »,  .

## Interrogation
Il existe plusieurs façons en chinois de construire une phrase interrogative. Cependant il s'agit toujours de constructions qui ne perturbent pas l'ordre ni la forme des mots. Il suffit qu'un élément interrogatif soit placé dans la phrase pour qu'elle devienne interrogative. Il ne faut pas les cumuler.
1. Le caractère 吗 ma, simplement placé en fin de phrase permet de transformer une phrase affirmative en une interrogative, avec le même sens que la construction "est-ce que..." en français.
  - Exemple : la phrase interrogative « 你是中国人吗? nǐ shì zhōngguórén ma ? », littéralement « tu / être / chinois / [question] », soit « es-tu chinois? », est construite par ajout de 吗 à la phrase affirmative que l'on souhaite être confirmée ou infirmée.
2. pour ces mêmes phrases du type « est-ce que... », il est également courant d'utiliser des oppositions pour créer une forme interrogative. Cela se fait en faisant suivre un verbe de sa négation : à la place du verbe « V » dans la phrase affirmative, on met la structure « V + négation + V ».
  - exemple : 他是不是中国人? tā shì bú shì zhōngguórén ?, littéralement « il / être / pas / être / chinois », « est-il chinois ? ».
3. Pour les interrogations portant sur un élément ou une information inconnue (où, quand, qui, combien, comment, etc.), la phrase interrogative est formée par un mot interrogatif placé dans une phrase à la place où le mot sur lequel porte l'interrogation devrait se trouver (ainsi qu'en certains cas en français, tel en l'exemple ci-dessous). Pour mieux comprendre ce mécanisme, on peut penser à ces exercices scolaires où il faut remplir un blanc dans une phrase ; rien ne bouge ni ne se transforme dans la phrase, seule la partie inconnue est remplacée par un mot d'interrogation adéquat, à la place du blanc.
  - Exemple 1 : Pour demander « Qui va à Shanghai ? », « 谁去上海? Shéi qù Shànghǎi ? », soit littéralement « qui / aller à / Shanghai » ; l'élément interrogatif 谁 shéi prend simplement la place du sujet comme en français : 他去上海. tā qù Shànghǎi. Il / aller à / Shanghai.
  - Exemple 2 : 他有多少书? tā yǒu duōshǎo shū ?, « il / avoir / combien ? / livres », c'est-à-dire « combien a-t-il de livres ? » ; on peut remarquer ici que 多少 duōshǎo, « combien ? » est littéralement constitué des mots « beaucoup / peu », ce qui rappelle le principe d'opposition de la forme « V + négation + V ».

## Spécificatifs
En mandarin, il existe un élément grammatical appelé spécificatif (ou classificateur). Il est utilisé entre le déterminant (pronom démonstratif, adjectif numéral, etc.) et le substantif lui-même.
Le spécificatif contient souvent une indication de la catégorie d'objet à laquelle appartient l'objet (par exemple 本 běn est utilisé pour tout ce qui est livre ou ouvrage), ou il sert à préciser une partie ou l'unité d'une portion de l'objet (par exemple 片 piàn pour tranche de). De ce fait, il n'est pas possible d'utiliser n'importe quel spécificatif avec n'importe quel substantif.
Le spécificatif le plus courant est 个 gè. Il est utilisé devant les personnes et sert de spécificatif universel, en ce sens qu'il est moins faux, grammaticalement, de l'utiliser au lieu du spécificatif normalement adéquat que de ne pas employer du tout de spécificatif.
Par exemple : 一个人 yí ge rén, « un / [spécificatif] / homme », « une personne ».
Le principe de spécificatif peut se retrouver aussi en français, par exemple avec « deux brins d'herbe » : brin est le spécificatif du substantif herbe ; il est nécessaire car pour avoir le sens voulu, on ne peut pas dire deux d'herbe (syntaxiquement incorrect) ou deux herbes (sens différent). Néanmoins, contrairement en français, en mandarin le classificateur est obligatoire entre tous les couples déterminant et substantif.
Le spécificatif sert aussi lors de la construction de pronom de rappel, avec le déterminant mais sans le substantif :
- 我买一个 wǒ mǎi yí ge : « j'en achète un » (sous-entendu, un élément de la classe sémantique dont j'ai parlé juste avant) ;
- 这个 / 那个 zhège / nàge : « celui-ci / celui-là ».
- 我看一本书, 他呢看四本 wǒ kàn yì běn shū, tā ne kàn sì běn : « je lis un livre, quant à lui, il en lit quatre » (« je / regarder (lire) / un / [本=spécificatif des livres] / livre / , / lui / à propos / regarder (lire) / quatre / [本=spécificatif des livres]»).

Pour une liste plus exhaustive des classificateurs et de leurs usages appropriés, voir l'article Classificateurs en chinois.

### Attribut
的(de) est souvent utilisé entre l'attribut et le nom qu'il modifie
- avec les noms
  - 爸爸的车 bàba de chē, «la voiture de Papa»
  - mais pas quand ils indiquent une caractéristique ou qualité
    - 中国人 Zhōngguó rén, «les Chinois»
    - 汉语书 hànyǔ shū, «le livre de mandarin»
- avec les pronoms personnels
  - 我的老师 wǒ de lǎoshī, «mon professeur»
  - mais ni pour les relations familiales 你哥哥 nǐ gēge, «ton frère», ni avec les autres spécificatifs 她书 tā shū, «son livre»
- avec les verbes:
  - 参观的人 cānguān de rén, «les visiteurs», littéralement «visiter» 的 «personne»
  - 上课的时候 shàngkè de shíhou, «le temps scolaire», littéralement «avoir cours» 的 «temps»
- avec les adjectifs
  - 认真的学生 rènzhēn de xuéshēng, «étudiant sérieux»
  - sauf les monosyllabiques, 男孩子 nán háizi, «le garçon», littéralement «masculin» «enfant»
- avec les propositions
  - 送她的花儿 sòng tā de huār «les fleurs qu'on lui a envoyées»
  - 你打篮球的时候 nǐ dǎ lánqiú de shíhòu «lorsque tu joues au basket…», littéralement «tu joues au basket» 的 «temps»

## Adjectifs
Les adjectifs en chinois sont parfois susceptibles d'assumer le rôle du verbe, ce que l'on appelle la fonction prédicative.
Il existe à ce titre plusieurs catégories d'adjectifs.

### Adjectifs prédicatifs（谓语形容词 wèiyǔ xíngróngcí）
Ce type d'adjectif peut être employé au titre de la fonction verbale dans la phrase, introduits par des copules adverbiales dans les phrases affirmatives :
中国很大 zhōngguó hěn dà。La Chine est grande.
中国非常大 zhōngguó fēicháng dà。La Chine est très grande.
中国真大 zhōngguó zhēn dà 。La Chine est vraiment grande.
Ou par des particules de négation dans les phrases négatives :
法国不大 fǎguó bù dà 。La France n'est pas grande.

### Adjectifs non-prédicatifs (非谓形容词 fēiwèi xíngróngcí）
Les adjectifs non-prédicatifs ne peuvent être employés avec des copules adverbiales en position de prédicat, mais seulement pour qualifier un nom, par exemple avec la particule 是:
这封信是假的 zhè fēng xìn shì jiǎ de。Cette lettre est fausse.
Ou directement dans le groupe nominal :
我收到了一封假的信 wǒ shōudào le yī fēng jiǎ de xìn。J'ai reçu une fausse lettre.

### Les adjectifs uniquement prédicatifs (非定形容词 fēidìng xíngróngcí)
Les adjectifs uniquement prédicatifs sont une catégorie non homogène et doivent être classés soit parmi les adjectifs prédicatifs, soit parmi les verbes statiques (voir Verbe en chinois mandarin). Par exemple, l'adjectif 妥 qui est habituellement employé sans copule adverbiale en situation de prédicat, dans une situation comparable à un verbe transitif, peut être utilisé comme modificateur au sein du groupe nominal accompagné de la particule 的 ：
更妥的方式 gèng tuǒ de fāngshì。Une manière plus adéquate.

## Marques temporelles
Il n'existe pas d'accord de verbes en mandarin. En revanche, on y utilise des particules temporelles qui donnent des indications de temps :

### Passé

#### 过 (guò)
Guo indique un aspect passé et révolu ; on l'utilise par exemple pour indiquer un pays qu'on a déjà visité, ou un plat que l'on a déjà mangé.
我*去*过*法国 (je-aller-part.passé-France) : Je suis allé en France.
我*吃*过*鹅肝 (je-manger-part.passé-foie gras) : J'ai (déjà) mangé du foie gras.

#### 了 (le)
Cette particule, d'un usage un peu délicat, indique un changement d'état.
我*知道*了 (je-savoir-part.passé) : je sais (maintenant), j'ai compris
我不要了 (je-négation-vouloir-part.passé) : Je n'en veux plus / je ne veux plus (alors qu'auparavant j'en voulais).
Elle indique aussi une action passée, et se place alors immédiatement après le verbe.
我买了一本书。(je-acheter-action accomplie-un-classificateur-livre) : j'ai acheté un livre.
Cependant, il existe des cas ambigus où seul le contexte permet de distinguer le 了 du changement d'état de celui d'une action accomplie.

#### 是... 的 (shì... de)
Cette structure est utilisée pour accentuer un aspect particulier d'une action passée tel que le temps, le lieu, la manière, le but...
- 他是昨天去上海的。Tā shì zuó tiān qù shànghǎi de. Hier, il est allé à Shanghai.
- 她是在大学见到的他。Tā shì zài dàxué jiàn dào de tā. Elle l'a rencontré à l'université.
- 李来这儿是学习法语的。Li lái zhèer shì xuéxí fǎyǔ de. Li est venu ici pour apprendre le français.

### Présent

#### 着 (zhe)
Cette particule est un suffixe verbal indiquant qu'une action est en cours ou en cours simultanément à une autre action.
- 我笑着吃 (je-rire-part.présent-manger) : Je mange en riant.

#### 正在 (zhèngzài)
L'adverbe 正在 (être en train de) placé devant le verbe indique le déroulement présent de l'action.
- 我正在做吃的 (je-suis.en.train-faire-manger-de) : Je suis en train de préparer à manger.

### Futur

#### 要 (yào)
Cette particule, de loin la plus utilisée pour l'indication du futur, signifie également "vouloir". Elle indique généralement un futur proche, équivalent du français "je vais..."
- 我*要*去法国　(je-part.futur-aller-France) : Je vais aller en France

#### 将 (jiāng)
Cette particule indique un futur plus éloigné, lié à un événement ou une volonté de nature plus complexe．
Oralement, on dit plutôt "会(huì)" que "将(jiāng)".

### Passif
被 (bèi)
Phrase active :
acteur de l'action + prédicat + bénéficiaire de l'action + compléments
Phrase passive :
bénéficiaire de l'action + 被 + acteur de l'action + prédicat + compléments
exemple:
房子被风吹倒了。
fáng zǐ bèi fēng chuī dǎo le.
la maison a été détruite par le vent.
Attention ! : l'utilisation du 被 en chinois sous entend généralement une expérience plutôt désagréable, contrairement au français où par exemple on peut de manière passive et positive "être encouragé par quelqu'un".*

### Mise en cause de la fonction passive
Lisa Lai Shen Cheng, du Massachusetts Institute of Technology, met en cause l'existence d'un morphème du passif dans les phrases en chinois mandarin, postulant que l'application de 被 serait optionnelle et marquerait la notion d'adversité. Une analyse par les rôles thêta des structures syntaxiques montre en effet que le rôle de la fonction accusative dans les phrases en mandarin n'existe pas au regard des composés résultatifs (voir Verbe en chinois mandarin) :
他衣服洗干净了。Tā yīfú xǐgānjìng le。Ses vêtements ont été lavés.
Ici, dans le composé résultatif 洗干净， 洗 exprime l'action et 干净 le résultat. La fonction accusative reste non assignée et le verbe ne comporte pas de caractère transitif.

Dans les phrases considérées comme passives, la fonction exprimée par 被 est appelée inaccusative. En effet, comme on peut le voir dans les phrases suivantes :
你的衣服洗干净了。Nǐ de yīfú xǐgānjìng le。Tes vêtements ont été lavés.
洗干净了你的衣服。Xǐgānjìng le nǐ de yīfú。Tes vêtements ont été lavés.
La position post-verbale est interchangeable avec la position pré-verbale, montrant que 被 n'assume pas le rôle thêta du verbe. La fonction assumée par le groupe 你的衣服 est donc celle de thème affecté, plutôt que de sujet ou de complément.

## Redoublement
Le mandarin fait aussi grand usage du redoublement. Il peut avoir plusieurs sens, par exemple :

### Redoublement d'apaisement
- 看一看 kànyīkàn (a pour équivalent 看一下 kānyīxià) : Regardez un petit peu. (Les vendeurs proposent de regarder leurs marchandises pour attirer le client.)
- 慢慢 mànmàn (lentement-lentement), p.e. 慢慢吃 mànmànchī ： Mangez lentement. (Expression de politesse usuelle envers l'invité.)

### Redoublement dans les expressions
Redoublement dans les chengyu (成语 expressions à quatre caractères).
- 马马虎虎 mǎmǎhūhū （cheval-cheval-tigre-tigre) : comme-ci, comme-ça.
- 花花绿绿 huāhuālǜlǜ (fleur-fleur-vert-vert) ： Multicolore.